# Брагуї

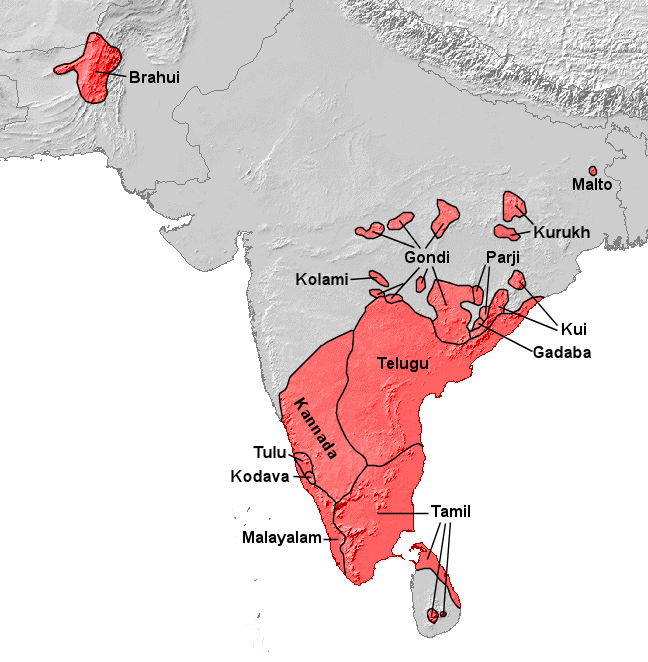
Брагуї (вгорі ліворуч) ізольовані від решти дравідійських народів

Брагуї́ — народність, що живе в Пакистані, Афганістані та Ірані.
Чисельність:
- 1941 — понад 200 тис. чол.
- 2007 — 2,2 мільйона

## Етногенез
Точно невідомо як виникли брагуї. Назва вважається чисто дравідійською, тому можна припустити, що вони — залишки дравідійського етносу, який мігрував в Індостан в 4-му тисячолітті до н.е.. За свою історію брагуї зазнали впливу белуджів, курдів, монголів та арабів (Mikhail Andronov, 2010: p. 5). Дуже часто асимілювались і продовжують  асимілюватись іншими народами. Це є наслідком відсутності певної території, історично приналежної брагуям.

## Мова
Мова брагуїв: розмовна — брагуї, єдина з дравідійських мов за межами Індії; писемна — перська і урду.

## Зовнішній вигляд
Для брагуїв характерні риси індосередземноморської раси при наявності ведоїдних ознак.
Оливковий колір шкіри вони отримали через тривале змішування з іранцями та індо-арійськими народами, але все-таки їх легко відрізнити від цих етносів. Характерні риси брагуїв — міцна статура і довге волосся. З одягу одягають безрукавку халат і шаль поверх довгої сорочки зі збірками, шаровари і повстяні капелюхи. Узуття —  найчастіше сандалії.

## Триб життя
Основне заняття брагуїв — напівкочове скотарство (вівці, кози, верблюди), підсобне — землеробство. Більшість брагуїв об'єднані в окремий союз племен, вожді і родові старшини яких спадкові. Родоплемінні відносини у брагуїв з роками дедалі більше поступаються класовим. За віровизнанням брагуї — мусульмани-суніти.